# Idiostolidae
Idiostolidae es una familia de insectos hemípteros del infraorden Pentatomomorpha. Los idiostólidos son comúnmente conocidos como chinches transantárticos y presentan una clásica distribución gondwánica. La familia cuenta actualmente con 5 especies distribuidas en 3 géneros.

## Géneros
- Idiostolus Berg, 1883
- Monteithocoris Woodward, 1968
- Trisecus Bergroth, 1895